# Metereca
Metereca is een geslacht van hooiwagens uit de familie Assamiidae.
De wetenschappelijke naam Metereca is voor het eerst geldig gepubliceerd door Roewer in 1923. 

## Soorten
Metereca omvat de volgende 15 soorten:
- Metereca abnormis
- Metereca aspersa
- Metereca concolor
- Metereca differens
- Metereca katangana
- Metereca kivuana
- Metereca kivuna
- Metereca leleupae
- Metereca longipes
- Metereca minuta
- Metereca montana
- Metereca papillata
- Metereca paradoxa
- Metereca ripensis
- Metereca simples